# Hernán Losada
Hernán Losada (Buenos Aires, 9 mei 1982) is een Argentijns voetbaltrainer en voormalig voetballer. Dankzij zijn grootouders aan vaderskant, die van Genua kwamen, heeft Losada ook een Italiaans paspoort. Als speler speelde hij bij voorkeur als middenvelder.

## Spelerscarrière

### Zuid-Amerika
Losada werd geboren in Buenos Aires en groeide op in Barracas, een van de buitenwijken van de hoofdstad. Hij speelde tot zijn twaalfde enkel straatvoetbal en sloot zich op twaalfjarige leeftijd aan bij CA Barracas Central. Drie jaar later maakte hij de overstap naar Independiente, waar hij in 2003 zijn debuut op het hoogste niveau maakte. Na zijn eerste seizoen in het eerste elftal van de club stond Losada op de radar van een niet nader bekende Russische club, maar de Argentijn bleef zijn club trouw. Na een moeilijker seizoen dan het debuutseizoen verhuisde Losada naar de Chileense eersteklasser Universidad de Chile, waar hij een ploegmaat werd van onder andere Marcelo Salas.

### Germinal Beerschot
In de zomer van 2006 maakte Losada de overstap naar Germinal Beerschot. GBA haalde die zomer niet minder dan vijf Argentijnen naar het Kiel: naast Losada ook Gustavo Colman, Daniel Quinteros, Víctor Figueroa en Patricio González. Losada maakte op 5 augustus 2006 zijn officiële debuut voor de club op de tweede competitiespeeldag tegen RSC Anderlecht, waarin hij tijdens de rust inviel voor zijn landgenoot Quinteros. In zijn vierde wedstrijd voor Germinal Beerschot scoorde hij een hattrick in de met 6-2 gewonnen competitiewedstrijd tegen Excelsior Moeskroen. Deze wedstrijd zorgde volgens toenmalig GBA-assistent Jean-Pierre Haverhals voor een kantelpunt in de relatie tussen Losada en toenmalig hoofdtrainer Marc Brys, die de eerste maanden nog niet optimaal was. Na zijn eerste seizoen in België verlengde Losada zijn contract bij Germinal Beerschot met vier seizoenen.
In het seizoen 2007/08 was Losada samen met onder anderen Gustavo Colman, Daniel Cruz en Ederson Tormena een van de smaakmakers van het Germinal Beerschot dat vijfde eindigde in de competitie, het beste resultaat sinds de club in 1999 als fusieclub werd opgericht. Het leverde hem interesse op van verschillende clubs, waaronder Club Brugge en CA Osasuna. Losada koos echter voor Anderlecht, dat hem op 5 juni 2008 overnam van Germinal Beerschot.

### RSC Anderlecht
Bij Anderlecht kwam hij met Nicolás Frutos, Lucas Biglia, Nicolás Pareja en Matías Suárez vier landgenoten tegen. Losada slaagde er echter nooit echt in om zijn stempel te drukken bij de Brusselaars. Toenmalig Anderlecht-trainer Ariël Jacobs liet na de voorbereidingsstage al weten dat Losada moeite had met het hoge trainingsritme en de snelheid van uitvoering bij Anderlecht, en na zijn officiële debuut in de Champions League-kwalificatiewedstrijd tegen BATE Borisov – waarin Anderlecht tegen een pijnlijke 1-2-nederlaag aanliep – kreeg Losada meteen snoeiharde kritiek. 
In zijn eerste seizoen scoorde hij in 21 competitiewedstrijden slechts één keer – nota bene tegen zijn ex-club Germinal Beerschot – en leverde hij twee assists af, ook in de Beker van België scoorde hij eenmaal tegen RFC Tournai.

### Heerenveen en Charleroi
Toen er in de voorbereiding op het seizoen 2009/10 geen verandering leek te komen aan de situatie, leende Anderlecht Losada in augustus 2009 voor één seizoen uit aan sc Heerenveen. Losada maakte op de derde speeldag van de Eredivisie zijn officiële debuut voor de club en scoorde daarbij meteen het enige doelpunt in de 1-0-zege tegen SBV Vitesse. Twee weken later plaatste hij zich met Heerenveen ook voor de groepsfase van de Europa League. Het daaropvolgende seizoen werd Losada opnieuw verhuurd, ditmaal aan Charleroi SC. Losada was een belangrijke pion bij Charleroi, maar de club degradeerde op het einde van het seizoen desondanks naar Tweede klasse.

### Beerschot AC
Na afloop van zijn uitleenbeurt aan Charleroi achtte Losada zijn kans om nog te slagen bij Anderlecht op nihil. Uiteindelijk keerde hij terug naar zijn ex-club Germinal Beerschot, inmiddels omgedoopt tot Beerschot AC, waar hij een contract voor vier seizoenen ondertekende. Tijdens zijn tweede passage op het Kiel vond hij zijn goede vorm terug: in het seizoen 2011/12 haalde hij zowel qua goals (13) als qua assists (10) dubbele cijfers, met dank aan een goede samenwerking met onder andere Sherjill Mac-Donald. Op het einde van het seizoen werd Losada door de Beerschot-supporters uitgeroepen tot verdienstelijkste speler van het seizoen.
In de zomer van 2012 werd Losada door de nieuwe trainer Adrie Koster aangesteld als de nieuwe aanvoerder van de club. Het werd de voorbode van een rampzalig seizoen. In oktober 2012 kwam het tot een handgemeen met ploegmaat Elimane Coulibaly, die daarop aan de deur werd gezet door Beerschot. Enkele weken later viel Losada voor twee maanden uit met een knieblessure. Toen Losada midden januari zijn comeback maakte, stond Beerschot op een onveilige voorlaatste plaats in het klassement. Losada en co slaagden er niet in om de situatie nog om te keren en degradeerden op het einde van het seizoen naar Tweede klasse. Op 21 mei 2013 werd Beerschot AC zelfs failliet verklaard.

### Lierse SK
Losada vond na het faillissement van Beerschot AC onderdak bij Lierse SK. Ook bij Lierse werd Losada aangesteld als aanvoerder. In januari 2015 werd Losada na het ontslag van trainer Slaviša Stojanovič samen met onder andere Arjan Swinkels en Eric Matoukou naar de B-kern verwezen, ondanks zijn aanvoerdersstatuut. Op 2 februari 2015 werd het contract van Losada bij Lierse ontbonden. Losada zou niet meer gepast hebben in de nieuwe huisstrategie van de club, waarbij de academiespelers zoveel mogelijk in de etalage geplaatst moesten worden.

### KFCO Beerschot Wilrijk
Na zijn vertrek bij Lierse bleef Losada enkele maanden zonder club. Hij kreeg aanbiedingen van Oud-Heverlee Leuven, Petrolul Ploiesti (waar Mircea Rednic toen trainer was) en Melbourne City FC, maar uiteindelijk maakte Beerschot Wilrijk op 8 juni 2015 bekend dat Losada voor de derde keer op het Kiel ging spelen. Losada ondertekende een contract voor twee seizoenen met een optie voor nog een jaar bij de toenmalige derdeklasser. Op 1 mei 2016 werd Losada met Beerschot Wilrijk kampioen in Derde klasse B, nadat Losada op de slotspeeldag het enige doelpunt van de wedstrijd scoorde tegen Bocholter VV. Hierdoor mocht de club in het seizoen daarop in Eerste klasse amateurs mocht aantreden. Losada werd dat seizoen ook verkozen tot Manneke van het seizoen. Het seizoen daarop hielp Losada zijn club met 15 competitiedoelpunten – waarvan drie in de promotieronde – aan een vierde opeenvolgende promotie.
Ook in Eerste klasse B bleef Losada als aanvoerder erg belangrijk voor Beerschot Wilrijk. Op zijn 35e promoveerde hij met Beerschot Wilrijk bijna naar Eerste klasse A, maar in de promotiewedstrijden moest de club nipt de duimen leggen voor Cercle Brugge. Tien dagen na de gemiste promotie, op 20 maart 2018, maakte Beerschot Wilrijk bekend dat Losada na het einde van Play-off II zou stoppen met profvoetbal. Op 19 mei 2018 nam hij in de 3-1-zege tegen KAS Eupen afscheid met een doelpunt en twee assists.

## Clubstatistieken
| seizoen | club                 | land                | competitie                  | wed. | goals |
| ------- | -------------------- | ------------------- | --------------------------- | ---- | ----- |
| 2003/04 | Independiente        | Vlag van Argentinië | Primera División Argentinië | 26   | 4     |
| 2004/05 | Independiente        | Vlag van Argentinië | Primera División Argentinië | 24   | 2     |
| 2005/06 | Universidad de Chile | Vlag van Chili      | Primera División Chili      | 6    | 0     |
| 2006/07 | Germinal Beerschot   | Vlag van België     | Jupiler League              | 27   | 5     |
| 2007/08 | Germinal Beerschot   | Vlag van België     | Jupiler League              | 25   | 9     |
| 2008/09 | RSC Anderlecht       | Vlag van België     | Jupiler League              | 21   | 1     |
| 2009/10 | → sc Heerenveen      | Vlag van Nederland  | Eredivisie                  | 29   | 4     |
| 2010/11 | → Sporting Charleroi | Vlag van België     | Jupiler Pro League          | 28   | 6     |
| 2011/12 | Beerschot AC         | Vlag van België     | Jupiler Pro League          | 32   | 13    |
| 2012/13 | Beerschot AC         | Vlag van België     | Jupiler Pro League          | 25   | 5     |
| 2013/14 | Lierse SK            | Vlag van België     | Jupiler Pro League          | 33   | 4     |
| 2014/15 | Lierse SK            | Vlag van België     | Jupiler Pro League          | 20   | 1     |
| 2015/16 | Beerschot-Wilrijk    | Vlag van België     | Derde klasse B              | 33   | 10    |
| 2016/17 | Beerschot-Wilrijk    | Vlag van België     | Eerste klasse amateurs      | 33   | 15    |
| 2017/18 | Beerschot-Wilrijk    | Vlag van België     | Eerste klasse B             | 32   | 10    |
| Totaal  | Totaal               | Totaal              | Totaal                      | 394  | 89    |

## Trainerscarrière

### Beerschot VA
Na zijn spelersafscheid tekende Losada voor vijf jaar bij Beerschot Wilrijk als assistent-trainer, hoofdtrainer bij de beloften, spitsentrainer en lid van de technische commissie. Op 9 oktober 2019 werd hij na het ontslag van Stijn Vreven aangesteld als hoofdtrainer van de club, inmiddels herdoopt tot Beerschot VA. Onder zijn leiding won Beerschot het tweede periodekampioenschap van het seizoen 2019/20 in Eerste klasse B. Na afloop van de reguliere competitie won Beerschot de heenwedstrijd van de promotiefinale met 1-0. De terugwedstrijd stond normaal gepland op 14 maart 2020, maar vanwege de coronapandemie werd de wedstrijd verplaatst naar 2 augustus. Tussen de twee wedstrijden verlengde Hernan Losada zijn contract bij Beerschot tot 2023. Uiteindelijk werd op 31 juli 2020 beslist dat beide clubs naar Eerste klasse A zouden promoveren door de uitbreiding van de competitie van 16 naar 18 clubs. De terugwedstrijd van de promotiefinale werd desondanks toch nog afgewerkt, en door de 1-4-zege van Beerschot op het veld van OH Leuven – waar Losada's eerste trainer in België Marc Brys inmiddels trainer was – werd Beerschot uitgeroepen tot kampioen van het seizoen 2019/20.
Losada was bij de start van het seizoen 2020/21 met zijn 38 jaar de jongste trainer in de Jupiler Pro League. Die titel was hij na de tweede speeldag al kwijt toen Vincent Kompany officieel hoofdtrainer werd bij RSC Anderlecht. Losada liet het evenwel niet aan zijn hart komen en nam een uitstekende start door op de eerste drie speeldagen te winnen tegen KV Oostende, Zulte Waregem en Club Brugge. Met zijn aanvallend voetbal zorgde hij geregeld voor doelpuntenfestivals, zoals een 6-3-zege tegen STVV op de negende speeldag en een 5-5-gelijkspel tegen KV Kortrijk op de twaalfde speeldag. Na die twaalfde speeldag had Beerschot een doelpuntensaldo van 33-30, waarmee het zowel de beste aanval als de slechtste verdediging van de Jupiler Pro League had. Ondanks een mindere maand december, waarin Beerschot al zijn wedstrijden verloor, werd Losada op de Belgische Gouden Schoen 2020 verkozen tot tweede beste trainer van het jaar, na Club Brugge-trainer Philippe Clement.

### DC United
Op 15 januari 2021 liet The Washington Post weten dat Losada topkandidaat was bij DC United. Hij tekende op 17 januari 2021 dan ook effectief bij de Amerikaanse club, in de aanloop naar de wedstrijd tegen Club Brugge (0-3-nederlaag). Losada probeerde zijn assistenten Will Still en Pieter Jacobs mee te nemen naar Washington, maar Still koos ervoor om Losada op te volgen als hoofdtrainer bij Beerschot en ook Jacobs bleef bij de club. Losada nam met zijn landgenoot en oud-ploeggenoot Nicolás Frutos een andere trainer uit de Jupiler Pro League mee naar Washington.
Op 17 april 2021 won Losada zijn eerste officiële wedstrijd met DC United. Op de eerste competitiespeeldag won de club met 2-1 van New York City. Ex-Kortrijk-speler Brendan Hines-Ike maakte een van de twee doelpunten. Met Frédéric Brillant en Andy Najar liet Losada nog twee andere ex-spelers uit de Jupiler Pro League opdraven. Losada eindigde met DC United uiteindelijk achtste in de reguliere competitie van de Eastern Conference. De club kwam één punt te kort om in de top zeven te eindigen, wat een ticket voor de play-offs had opgeleverd.
In april 2022 werd hij ontslagen wegens de slechte start van zijn tweede seizoen bij de club. Na zes wedstrijden stond DC United laatste.

### CF Montréal
Eind december 2022 werd Losada aangesteld als trainer van CF Montréal. Onder zijn leiding presteerde Montréal minder goed dan in het seizoen 2022: de club eindigde tiende op vijftien clubs in de MLS Eastern Conference, waardoor de club in de algemene rangschikking slechts 20e op 29 clubs stond. Montréal haalde dat jaar wel de finale van de Canadian Championship, waarin Vancouver Whitecaps te sterk was. Losada werkte in Canada samen met onder andere Victor Wanyama, Rudy Camacho en Chinonso Offor. Op 9 november 2023 kondigde Montréal aan dat de samenwerking met Losada was stopgezet.

### KMSK Deinze
Drieënhalf jaar na zijn vertrek bij Beerschot VA keerde Losada terug naar België, waar hij aan de slag ging bij tweedeklasser KMSK Deinze.

## Erelijst

### Als speler
| Kampioen Derde Klasse B | 1x | 2015/16 |
| Eerste klasse amateurs  | 1x | 2016/17 |

### Als trainer
| Eerste klasse B | 1x | 2019/20 |